# Vincent + Feria
Vincent + Feria est un duo d'artistes performers créé en 1996.

## Biographie
Le groupe est composé par Françoise Vincent et Elohim Feria. Docteurs en arts plastiques, ils sont considérés comme artistes enseignants chercheurs. Ils commencèrent leur collaboration en 1993 puis officialisent le groupe Vincent + Feria en 1996.
Leurs interventions par le biais de performances dans les pays qu'ils visitent composent leur œuvre. Pour ce faire, ils se servent d'outils populaires qu'ils se sont procurés dans ces villes.
Leur première  exposition « Chacun deux » a eu lieu en 1993.Elle a eu lieu dans un hôpital de la banlieue parisienne. Celle-ci va être le détonateur de leur conviction à travailler ensemble. Faire cette exposition était pour eux « Un manifeste qui dénonce les querelles des uns et des autres spécialistes, galeristes, conservateurs, artistes autour de questions de faisabilité de l’œuvre. D’autre part c’était ré-introduire les expériences des collectifs d’artistes des années 70 en [se] constituant en duo et pour réaliser des œuvres conjointes. Cette première exposition parlait des conflits de basse intensité, des guerres et d’agroalimentaire. ». Durant cette exposition, les personnes présentes ont pu manger des Hallacas et ont pu se faire mesurer avec l’aide d’un grand compas.
VINCENT+FERIA réalise des performances, des actions, des happenings, des audiences créatives, des dispositifs évolutifs...
Tous deux travaillent ensemble car cela « signifie être à l’écoute de l’autre, partager les idées, échanger les connaissances. Croire dans l’altérité. Parfois c’est une nécessité, d’autres fois une force mais c’est surtout additionner et multiplier les énergies. Ainsi, [eux] deux … et les autres. »
Leurs  œuvres sont communes cependant, leurs constructions sont complexes.« Chacun intervient, l’auteur individuel disparaît au bénéfice de l’œuvre d’un duo. »  Dans leur cas, il s’appelle VINCENT+FERIA.
VINCENT+FERIA ont publié des ouvrages car ils considèrent que « le papier reste et a une noblesse particulière. » et qu’ « en plus c’est une tradition chez l’artiste qui compose l’œuvre avec l’écrit, le papier, le dessin qui se traduit sous différentes formes, parfois des publications. »
Ils  dénomment leur démarche artistique comme un flux artistique, une œuvre contextuelle. Ce sont des  faiseurs, des  « artivistes », des poètes.
Ils utilisent les nouveaux médias et les rassemblements pour pouvoir réaliser leur travail car l’invitation, les workshops, les connexions sont leurs « outils plastiques » actuellement.
Ils travaillent aussi sur l’identité, l’éthnicité, l’altérité, et ils frôlent l’anthropologie, les coutumes.
Nourriture consommée pendant leurs performances gastronomique : des crêpes, des escargots, des glaces, du maïs, du chocolat, du manioc, des nourritures composées et métisses comme l’hallaca ou l’arepa vénézuélienne...et des fourmis. En effet, elles  
représentent les 15 % de la biomasse animale. « Devenir donc entomophage, comme le sont certains peuples originaires actuellement, s’impose ».
Leurs  méthodes de travail : La recherche en particulier, le fait de travailler ensemble, la création et le travail en groupe avec des artistes partageant les mêmes convictions et les mêmes préoccupations qu’eux.  Les voyages, les interventions, les expositions les font travailler et faire des recherches en continu. « Le visuel se développe ainsi que les amitiés qui conforment et construisent un vrai réseau. »
Lors de la 52° Biennale de Venise, ils représentaient le Venezuela.

## Citations
- "L’art c’est le fondement de la vie."
- "VINCENT+FERIA  ,en fait c’est 1+1=1"

## Performances et expositions
- Deux à d’eux, 1993, Galerie Courtieux, Suresnes
- Chacun deux, 1993, Hôpital Corentin Celton, Atelier Mémoire, Issy-les-Moulineaux
- Haz lo quieras ou En mai fait ce qu’il te plaît, mai 1996
- Voyance, mai 1996, Hôtel Feria, Paris
- Tombeau pour un pigeon, 1996, rue d'Avron, Paris
- Reina pepiada, mai 1996, Paris
- Rouge d’Avron ou 30 jours pour exécuter la peinture, 1996, 85 rue d’Avron, Paris
- Nos vamos / llegamos, août 1996, Fondation La LLama, Caracas, Venezuela
- Tu vois ce que je veux dire, novembre 1997, Ateliers d’Avron, Paris
- 100 objets foutus en l’air, novembre 1997, Ateliers d’Avron, Paris
- CasaTparis, juin 1998, Cité Champagne, Paris
- Casita de artista, octobre 1998, Carabobo, Venezuela
- Vivre Paris, exposition collective du 24 février au 18 avril 1999, Espace Electra, Paris
- CasaTcaracas - Taller de vida (Atelier de vie), exposition du 15 juillet au 15 août 1999, Musée Jacobo Borgès, Caracas, Venezuela
- 1, 2, 3 cha-cha-cha, 30 novembre 1999, Espace Cerise, Paris
- ARC / ZAC 99, octobre 1999, ARC MAM de la Ville de Paris
- Continental shift, exposition collective du 21 mai au 10 septembre 2000, Ludwig Forum für International Kunst, Aix-la-Chapelle, Allemagne
- Nous ne perdrons pas le Nord, exposition individuelle du 20 juin au 28 juillet, Château de Servières, Marseille
- Plongeons dans la baignoire, mai 2001, rue Oberkampf, Paris
- 20 kg d’histoires, juin 2001, Dragoco, New Jersey, USA
- Proyecto MAPA, août 2001, rencontre entre artistes dans la frontière vénézuélienne - colombienne
- Rencontres Paris - Berlin, novembre 2001, Cinéma l’Entrepôt, Paris
- KM0, novembre 2001, Santa Cruz de la Sierra, Bolivie
- Facteurs de trouble, décembre 2001, Université Paris 10, Nanterre
- Les rappeurs, 21-22 janvier 2002, Palais de Tokyo, Paris
- Du pur Jus !’’, 5 mai 2002, Palais de Tokyo, Paris
- Les rappeurs, 7 juin 2002, La Traverse, Paris
- Quelle Beauté !, 8-9-10 juin 2002, Le Lieu Mains d’œuvres, Saint Ouen
- Rodéo 2, juillet 2002, CAMAC, Marnay-sur-Seine
- T’as pas de bol, t’as pas de soupe, 5 octobre 2002, Espace Cerise, Paris
- Un artichaut vaut un maïs, exposition collective le 20 et 21 septembre 2002, Cité Internationale de Paris - CERAP, Paris

2003
- Copyleft session, février 2003, Galerie EOF, Paris
- Un catcheur peut en cacher un autre, 8 octobre 2003, FIAC, Paris
- Je ne veux pas manger tout seul, 24 avril 2003, Bag Factory, Johannesburg, Afrique du Sud
- L’artiste portatif, exposition collective février et avril 2003, Institut culturel du Mexique, Paris
- Je(u) miroir, février 2003, Institut culturel du Mexique, Paris
- 24 jours, exposition collective mai 2003, Galerie Michel Journiac, Fontenay-aux-Roses
- Art en réseau et production d’une rencontre en temps réel, 2003
- Fuera de campo, juillet 2003
- Une table dans la rue, septembre 2004, Paris
- Landscape of desire, juillet 2004, Gizycko, Pologne
- Vamos a ver 2 (Allons voir 2), février 2004, Centro cultural Rojas, Université de Buenos Aires, Argentine
- Les rappeurs aux orcades, février 2004
- Vamos a ver 3 (Allons voir 3), août 2004, Organisation Nelson Garrido, Caracas, Venezuela
- Sixième continent, exposition personnelle du 19 août au 15 octobre 2005, Espace Camargo Cantabrie, Espagne
- Art et temps public, août 2005, Espace Camargo Cantabrie, Espagne
- Perspective antarctique, avril 2005, Galerie EOF, Paris
- Université Pirate ; The Bloom, 14 octobre 2006, XV Biennale de Paris
- Hormigas culonas, amigas culonas, 8 juillet 2006, Palais de Tokyo, Paris
- Naranjas sin concha, 3 juin 2006, musée Jacobo Borges, Caracas, Venezuela
- Los raperos, 31 mai 2006, musée Jacobo Borges, Caracas, Venezuela
- Ambulantes, exposition collective de mai à juillet 2006, musée Jacobo Borges, Caracas, Venezuela
- Banco de camarones, 28 avril 2006, Cali, Colombie
- Cita con el pinguino, 29 janvier, musée des Sciences, Caracas, Venezuela
- Perspectiva antarctica ; expresión de interés, janvier 2006, Caracas, Venezuela
- Art en jachère, novembre 2007, Centre d’Art Marnay Art Center, Marnay-sur-seine
- El cohetazo, octobre 2007, Centre d’Art Marnay Art Center, Marnay-sur-seine
- Le globe dans la grande rue, exposition du 11 octobre au 16 décembre 2007, Centre d’Art Marnay Art Center, Marnay-sur-seine
- Exploratorium 02, exposition du 7 juin au 21 novembre, 52 Biennale de Venise, Pavillon du Venezuela
- No quiero comer solo, exposition avril-mai 2007, Caracas, Venezuela
- Viaje fresco, exposition 2007, Musée d'art contemporain de Caracas, Venezuela